# Eurylophella oviruptis
Eurylophella oviruptis är en dagsländeart som beskrevs av Funk in Funk, Jackson och Sweeney 2008. Eurylophella oviruptis ingår i släktet Eurylophella och familjen mossdagsländor. Inga underarter finns listade i Catalogue of Life.